# 웬데우 나시멘투 보르지스
웬데우 나시멘투 보르지스(포르투갈어: Wendell Nascimento Borges, 1993년 7월 20일 ~ )는 흔히 웬데우(포르투갈어: Wendell)라는 이름으로 알려져있는 브라질의 축구 선수이다. 포지션은 레프트백이다. 현재 포르투갈 프리메이라리가의 포르투 소속이다.

## 클럽 경력
2014년 2월 27일, 웬델은 바이어 04 레버쿠젠과 5년 계약을 체결하고 이적하였다.